# Trestia (film)
Trestia (titlul original: în germană Das Schilfrohr) este un film dramatic est-german, realizat în 1974 de regizorul Joachim Kunert, având la bază povestirea omonimă a scriitoarei Anna Seghers, protagoniști fiind actorii Walfriede Schmitt, Klaus-Peter Thiele, Carl-Hermann Risse și Petra Hinze.

## Distribuție
- Walfriede Schmitt – Marta Emrich
- Klaus-Peter Thiele – Kurt Steiner
- Carl-Hermann Risse – Karl Emrich
- Petra Hinze – Edith
- Günter Wolf – Eberhard Klein
- Helga Göring – vecina
- Helga Raumer – Post-Else
- Siegfried Kilian – primarul
- Stefan Lisewski – Ernst Weidemann
- Mario Morinski – Heinz, băiatul
- Martin Flörchinger – un strămutat vârstnic
- Dorit Gäbler – Käte, prietena lui Steiner
- Dieter Montag – Horst, logodnicul Martei
- Michael Gwisdek – plutonierul
- Jürgen Juhnke – un subofițer
- Gerd Grasse – un soldat
- Johannes Maus – un strămutat
- Ostara Körner – chiriașa berlineză
- Armin Mühlstädt – un țăran
- Wiebke Fuhrken – o țărancă